# Holomelaena phaeopasta
Holomelaena phaeopasta är en fjärilsart som beskrevs av George Francis Hampson 1909. Holomelaena phaeopasta ingår i släktet Holomelaena och familjen nattflyn. Inga underarter finns listade i Catalogue of Life.